# Gösta Cavonius
Gösta Edvin Cavonius, född 14 april 1905 i Tusby, död 11 september 1995 i Helsingfors, var en finländsk skolman. Han var far till Märta Tikkanen. 
Cavonius avlade folkskollärarexamen 1926, blev student 1929, filosofie kandidat och filosofie magister 1934, filosofie licentiat 1943 och filosofie doktor 1944. Han tjänstgjorde 1926–1944 som folkskollärare i Helsingfors, var 1944–1948 inspektör för Helsingfors svenska folkskolor och blev 1948 skolråd i Skolstyrelsen, vars svenska avdelning han ledde 1952–1969. Han var docent i pedagogik vid Helsingfors universitet 1955–1972 och vid Åbo Akademi 1949–1973. Han verkade 1958–1966 som ordförande i Svenska folkskolans vänner och grundade 1949 Svenska skolhistoriska föreningen i Finland. Han gjorde även en viktig insats som historieforskare på skolväsendets och det fria folkbildningsarbetets område, bland hans arbeten märks särskilt Tanke och gärning, Svenska folkskolans vänner 100-årshistorik (1982). Han tilldelades professors titel 1966.